# Mick Jackson (filmrendező)
Mick Jackson (Grays, 1943. október 4. –) Primetime Emmy-díjas angol filmrendező és producer.
Főként a BAFTA-díjas Fonalak (1984) című tévéfilmről ismert. 2010-es Temple Grandin című filmjével elnyerte a legjobb rendezőnek (minisorozat vagy tévéfilm) járó Primetime Emmy-díjat.
Mozifilmjei közé tartozik az L.A. Story – Az őrült város (1991), a Több mint testőr (1992) és a Tagadás (2016).

## Rendezői filmográfia

### Film
| Év   | Magyar cím                  | Eredeti cím                                 |
| ---- | --------------------------- | ------------------------------------------- |
| 1989 | Az őrület fészke            | Chattahoochee                               |
| 1991 | L.A. Story – Az őrült város | L.A. Story                                  |
| 1992 | Több mint testőr            | The Bodyguard                               |
| 1994 | Tiszta őrület               | Clean Slate                                 |
| 1997 | Tűzhányó                    | Volcano                                     |
| 2002 | Virtuális vagyonszerzők     | The First $20 Million Is Always the Hardest |
| 2016 | Tagadás                     | Denial                                      |

### Televízió

#### Tévéfilm
| Év   | Magyar cím                    | Eredeti cím                    | Feladatkör | Feladatkör |
| Év   | Magyar cím                    | Eredeti cím                    | Rendező    | Producer   |
| ---- | ----------------------------- | ------------------------------ | ---------- | ---------- |
| 1978 |                               | How to Pick Up Girls!          | Igen       | Nem        |
| 1981 |                               | People from the Forest         | Igen       | Igen       |
| 1984 | Fonalak                       | Threads                        | Igen       | Igen       |
| 1986 | Jurij Nosenko, KGB            | Yuri Nosenko: Double Agent     | Igen       | Nem        |
| 1995 | Megbélyegezve: A McMartin-per | Indictment: The McMartin Trial | Igen       | Nem        |
| 1999 | Leckék az életről             | Tuesdays with Morrie           | Igen       | Nem        |
| 2002 | Élőben Bagdadból              | Live from Baghdad              | Igen       | Nem        |
| 2007 |                               | Demons                         | Igen       | Nem        |
| 2008 | Kegyes hazugság               | The Memory Keeper's Daughter   | Igen       | Nem        |
| 2010 | Temple Grandin                | Temple Grandin                 | Igen       | Nem        |

#### Sorozat
| Év        | Magyar cím             | Eredeti cím                  | Feladatkör        | Feladatkör | Megjegyzések                        |
| Év        | Magyar cím             | Eredeti cím                  | Rendező           | Producer   | Megjegyzések                        |
| --------- | ---------------------- | ---------------------------- | ----------------- | ---------- | ----------------------------------- |
| 1973      |                        | The Ascent of Man            | Igen              | Igen       | minisorozat (3 epizód)              |
| 1974–1987 |                        | Horizon                      | Igen              | Igen       | 2 epizód forgatókönyvíró (1 epizód) |
| 1978      |                        | Connections                  | Igen              | Igen       | dokumentumsorozat (10 epizód)       |
| 1980      |                        | The Real Thing               | Nincs feltüntetve | Igen       | 6 epizód                            |
| 1988      |                        | A Very British Coup          | Igen              | Nem        | minisorozat (3 epizód)              |
| 1997      | Ügyvédek               | The Practice                 | Igen              | Nem        | 1 epizód                            |
| 2000      | Édes élet olasz módra  | That's Life                  | Igen              | Igen       | 1 epizód                            |
| 2003      | FBI ügynökök bevetésen | The Handler                  | 2 epizód          | 5 epizód   |                                     |
| 2004      | Jack és Bobby          | Jack & Bobby                 | Igen              | Nem        | 1 epizód                            |
| 2005      | Gyilkos számok         | Numb3rs                      | Igen              | Nem        | 1 epizód                            |
| 2006      | A törvény jogán        | In Justice                   | Igen              | Vezető     | 1 epizód                            |
| 2006      | A Hádész-faktor        | Covert One: The Hades Factor | Igen              | Nem        | minisorozat (2 epizód)              |

## Fordítás
- Ez a szócikk részben vagy egészben  a   Mick Jackson (director) című angol Wikipédia-szócikk ezen változatának fordításán alapul.  Az eredeti cikk szerkesztőit annak laptörténete sorolja fel. Ez a jelzés csupán a megfogalmazás eredetét és a szerzői jogokat jelzi, nem szolgál a cikkben szereplő információk forrásmegjelöléseként.